# Nieuw Acht
Nieuw Acht is een voormalige buurtschap  in de gemeente Eindhoven in de Nederlandse provincie Noord-Brabant. De buurtschap lag in het noordwesten van de gemeente.
In de loop van de laatste decennia van de 20e eeuw zijn in het gebied grote bedrijventerreinen gekomen en is de buurtschap geheel verdwenen. Deze bedrijventerreinen hebben namen als Nieuw Acht en Mispelhoef.
Tegenwoordig ligt het gebied Nieuw Acht ingeklemd tussen de spoorlijn, de Anthony Fokkerweg, de Oirschotsedijk en de Mispelhoefstraat. Hoewel in het verleden allerlei plannen voor woningbouw werden ontwikkeld, waaronder dat van 1963 dat voorzag in de bouw van 3000 woningen met maar liefst twee winkelcentra en drie R.K. kerken  werd het later geheel door een bedrijventerrein ingenomen.
Centrum: Binnenstad · De Bergen · Fellenoord · Universiteitsterrein

Gestel: Oud-Gestel · Oud Kasteel · Rozenknopje

Stratum: Oud-Stratum · Kortonjo · Putten

Strijp: Oud-Strijp · Halve Maan · Meerhoven

Tongelre: Oud-Tongelre · De Laak · Doornakkers

Woensel-Noord: Ontginning · Achtse Molen · Aanschot · Dommelbeemd

Woensel-Zuid: Oud-Woensel · Erp · Begijnenbroek

Dorpen: Acht      
Buurtschappen: Bokt · 't Coll · Gennep · Heistraat · Nieuw Acht · buurt Riel/ buurtschap Riel · Sliffert · Urkhoven

Noord-Brabant: Steden en dorpen      Nederland: Provincies · Gemeenten